# Sasa tomentosa
Sasa tomentosa là một loài thực vật có hoa trong họ Hòa thảo. Loài này được C.D.Chu & C.S.Chao miêu tả khoa học đầu tiên năm 1981.